# Manuela Inés Rausell
Manuela Inés Rausell y Soriano (1839-1918) fue una escritora y poeta española del siglo xix.

## Biografía
Nació en Valencia el 21 de enero de 1839.  Colaboró en numerosas publicaciones periódicas de la región valenciana, como Las Provincias, Valencia Ilustrada, La Ilustración Popular, El Zuavo, La Antorcha, La Lealtad, La Unión Católica, El Consultor, Valencia, Revista del Turia y El Comercio. En 1886 fue nombrada reina de los Juegos Florales organizados por Lo Rat Penat. Autora de obras como Centelles i Solers o un amor entre dos odis, falleció en 1918.